# شحنة لونية
الشِحنة اللونية أو شِحنة اللون (بالإنجليزية: color charge)‏ في فيزياء الجسيمات، هي ميزة للكواركات وغلوونات، ومرتبطة بالتفاعلات القوية للجسيمات في نظرية الديناميكا اللونية الكمومية اختصاراً (QCD). ولدى الشحنة اللونية تشابه مع فكرة الشحنة الكهربائية للجسيمات، لكن وبسبب التعقيدات الرياضياتية للديناميكا اللونية الكمومية، لذا فهناك العديد من الاختلافات التقنية. فاللون للكوارك والغلون لايمت بأي صلة للون الذي تدركه الأبصار. فالاسم غريب نوعاً ما لخاصية لاتكاد تملك أي مظهر على مسافة فوق حجم نواة الذرة. فمصطلح اللون اختير لأن الخاصية المجردة المشار إليها لها ثلاث مظاهر، والتي هي تتناظر مع الألوان الأساسية وهي الأحمر والأخضر والأزرق. وبالمقارنة، فإن الشحنة الكهرومغناطيسية لها شكل واحد بحيث تأخذ القيم الموجبة أو السالبة.
بعد ظهور مفهوم الكواركات لأول مرة سنة 1964 بفترة قصيرة، أظهر أوسكار جرينبرج فكرة الشحنة اللونية لشرح كيف يمكن للكواركات التكيف مع بعضها داخل بعض الهادرونات على خلاف حالات الكم المتطابقة وبدون انتهاك مبدأ استبعاد باولي. ثم أصبح هذا المفهوم مقبولاً، فتطورت نظرية الديناميكا اللونية الكمومية منذ السبعينات من القرن الماضي وشكلت بأنها أحد أهم مكونات النموذج القياسي لفيزياء الجسيمات.

## الأحمر والأزرق والأخضر
في مفهوم الديناميكا اللونية الكمومية، فإن للكوارك قيمة من ثلاث قيم، وهي الأحمر والأزرق والأخضر. أما ضديد الكوارك فلديه قيمة من ثلاث قيم وتسمى ضديد الأحمر وضديد الأخضر وضديد الأزرق، فتظهر على التوالي كلا من السماوي والأرجواني والأصفر. وتشكل الغلوون خليط من لونين، مثل الأحمر وضديد الأخضر، وهما يشكلان الشحنة اللونية. يؤخذ بعين الاعتبار الديناميكا اللونية الكمومية لها 8 غلوونات من تسع تركيبات ألوان-ضديد الألوان منفردة. 
نرى الرسومات بالأسفل توضح ثابت الاقتران لجسيمات الشحنة اللونية:

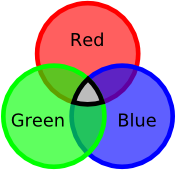
تكون نطاق شفاف عند اندماج ألوان الكوارك (أحمر، أخضر، أزرق) مع بعضها البعض.
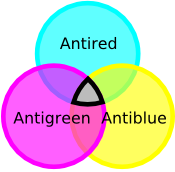
وتكون نطاق شفاف عند اندماج ضديد ألوان الكوارك (ضديدأحمر، ضديدأخضر، ضديدأزرق) مع بعضها البعض.

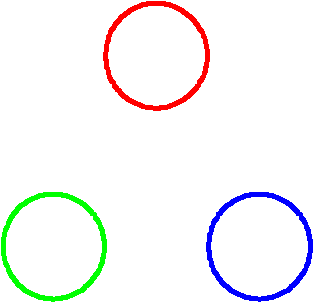
هادرون به 3 كواركات (أحمر، أخضر، أزرق) قبل تغيير اللون.
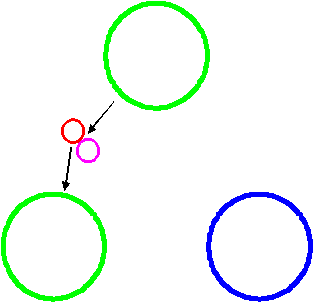
كوارك أحمر يبعث غلوون أحمر-ضديدأخضر
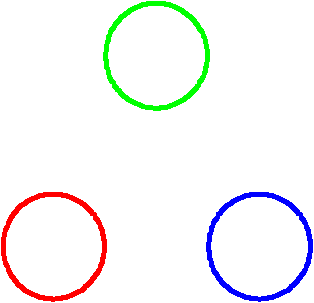
كوارك أخضر امتص غلوون أحمر-ضديدأخضر فأصبح لونه أحمر وحفظ اللون أيضا.

## ثابت الاقتران والشحنة
يختلف مفهوم ثابت الاقتران والشحنة  في نظرية المجال الكمي ولكنهما ذا صلة ببعضهما، فثابت الاقتران يحدد حجم قوة التفاعل؛ فعلى سبيل المثال في الكهروديناميكا الكمية (بالإنجليزية: quantum electrodynamics)‏ يكون ثابت البناء الدقيق (بالإنجليزية: fine-structure constant)‏ هو ثابت الاقتران. والشحنة في نظرية القياس (بالإنجليزية: gauge theory)‏ لها علاقة مع طريقة تحويل الجسيمات تحت تناظر القياس؛ أي التمثيل تحت مجموعة القياس. فعلى سبيل المثال: الإلكترون له شحنة -1 وضديده البوزيترون له شحنة +1، وهذا يعني ضمنا أن التحويل القياسي (بالإنجليزية: gauge transformation)‏ له تأثير متعاكس في بعض النواحي، وعلى وجه الخصوص إن كان التحويل القياسي الموضعي (φ(x مطبق في الكهروحركية أو الكهروديناميكية، ثم يوجد التالي
{\displaystyle A_{\mu }\to A_{\mu }+\partial _{\mu }\phi (x)},   {\displaystyle \psi \to \exp[iQ\phi (x)]\psi }  and  {\displaystyle {\overline {\psi }}\to \exp[-iQ\phi (x)]{\overline {\psi }}}
حيث أن {\displaystyle A_{\mu }} هو مجال الفوتون، و{\displaystyle \psi } هو مجال الإلكترون مع {\displaystyle 1-=Q} (خط فوق {\displaystyle \psi } يرمز إلى أنها الضديد — البوزيترون).